# Departamentul Téra
Departamentul Téra este un departament din  regiunea Tillabéri, Niger, cu o populație de 425.824 locuitori (2001).